# Kakao-slægten
 For alternative betydninger, se Kakao (flertydig). (Se også artikler, som begynder med Kakao)
Kakao-slægten (Theobroma) er en planteslægt, der findes over 20 arter af. Den er oprindelig hjemmehørende i Sydamerika, men er senere kommet til Mellemamerika. Kun tre arter bruges til produktion i større stil, nemlig Theobroma criollo, Theobroma forastario og Theobroma trinitario. Aztekerne dyrkede fire forskellige slags kakao, som menes at være Theobroma criollo-varianter.
| Arter |

- Kakao (Theobroma cacao)